# Tapura ivorensis
Tapura ivorensis là một loài thực vật thuộc họ Dichapetalaceae. Loài này có ở Bờ Biển Ngà và Ghana. Chúng hiện đang bị đe dọa vì mất môi trường sống.